# Neomalthusianisme
Het neomalthusianisme is een ideologie die, middels geboortebeperking, sociale en economische wantoestanden wil aanpakken die volgens de neomalthusianisten voortspruiten uit overbevolking.
Malthusianisme is de leer, volgens Thomas Malthus, dat de bevolkingsgroei potentieel exponentieel is, terwijl de groei van de voedselvoorziening of andere hulpbronnen lineair is, wat uiteindelijk de levensstandaard verlaagt tot het punt waarop een bevolkingskrimp ontstaat. In het tweede kwart van de 19e eeuw in Engeland ontstond een 'neo-malthusiaanse beweging' die de wenselijkheid bepleitte van de toepassing van anticonceptiemiddelen om het aantal geboorten te beperken. Malthus zelf was, als vroom christen, van mening dat geboortebeperking moest worden bereikt door zelfbeheersing. Alleen mensen die ze zelf konden onderhouden, mochten kinderen verwekken.
In Nederland werd in 1881 de Nieuw-Malthusiaanse Bond opgericht door Carel Victor Gerritsen - de echtgenoot van Aletta Jacobs, die in haar praktijk het pessarium als voorbehoedmiddel introduceerde. Deze vereniging was de voorloper was van de Nederlandse Vereniging voor Seksuele Hervorming, en lag eveneens aan de basis van de stichting Rutgers. Vooral in de periode 1870-1940 was de gedachtenstrijd tussen de neo-malthusianen en de veelal godsdienstig geïnspireerde voorstanders van grote gezinnen heftig. 